# Route 20 (Alberta)
Pour les articles homonymes, voir Route 20.
La Route 20 est une route du centre de l'Alberta se trouvant parallèle à la route 2, plus à l'ouest.

## Description du tracé

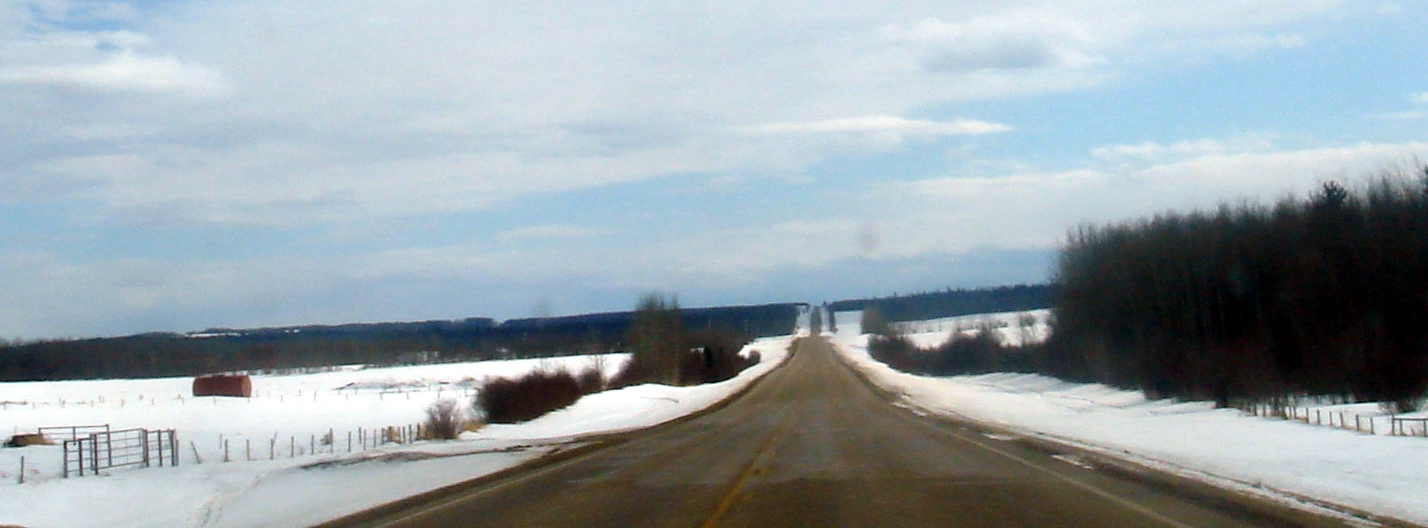
Route 20 sud entre Breton et Rimbey

La route 20 débute à l'intersection avec la route 11 et se dirige vers le nord sur 4 km (2 mi) en longeant la limite est de Sylvan Lake. Elle croise la route 11A à un carrefour giratoire et continue vers le nord jusqu'à Bentley, où elle croise la route 12, en passant par Jarvis Bay et le Parc provincial de Jarvis Bay. Elle croise la route 771 à 2 km (1 mi) au nord de Bentley et bifurque vers le nord-ouest en direction de Rimbey. La route 20 contourne la municipalité alors que la route 20A y entre. La route 20 continue pour encore 3 km (2 mi) avant de rencontrer à nouveau la route 20A, cette fois en multiplex avec la route 53. Les routes 20 et 53 forment un court multiplex et la route 20 reprend la direction nord.
La route 20 atteint Bluffton, Hoadley, Winfield, Breton et, finalement, Alsike où elle prend fin à la jonction avec la route 39,.

## Intersections majeures
| Municipalité rurale / spécialisée | Ville       | km           | Destinations                             | Notes                                   |
| --------------------------------- | ----------- | ------------ | ---------------------------------------- | --------------------------------------- |
| Comté de Red Deer                 | Sylvan Lake | 0,00         | AB-11 – Rocky Mountain House, Red Deer   |                                         |
| Comté de Red Deer                 | Sylvan Lake | 0,80         | Memorial Trail / Township Road 384       | Carrefour giratoire                     |
| Comté de Red Deer                 | Sylvan Lake | 3,60         | Erickson Drive                           | Carrefour giratoire                     |
| Comté de Red Deer                 | Sylvan Lake | 4,10         | AB-11A est / Lakeshore Drive – Red Deer  | Carrefour giratoire                     |
| Comté de Lacombe                  | Bentley     | 20,30        | AB-12 – Rocky Mountain House, Lacombe    | Carrefour giratoire                     |
| Comté de Lacombe                  |             | 22,30        | AB-771 nord – Parkland Beach             | Terminus sud de l'AB-771                |
| Comté de Ponoka                   | Rimbey      | 42,80        | AB-20A nord (50 Avenue) vers AB-53 ouest |                                         |
| Comté de Ponoka                   | Rimbey      | 45,40        | AB-20A sud / AB-53 ouest (51 Street)     | Terminus sud du multiplex avec l'AB-53  |
| Comté de Ponoka                   |             | 47,00        | AB-53 est – Ponoka                       | Terminus nord du multiplex avec l'AB-53 |
| Comté de Ponoka                   | 53,90       | AB-607 ouest | Terminus est l'AB-607                    |                                         |
| Comté de Ponoka                   | Hoadley     | 69,20        | AB-611 est – Maskwacis                   | Terminus ouest l'AB-611                 |
| Comté de Wetaskiwin No 10         | Winfield    | 93,70        | AB-13 – Alder Flats, Wetaskiwin          |                                         |
| Comté de Brazeau                  | Breton      | 100,70       | AB-616 – Buck Creek, Mulhurst            |                                         |
| Comté de Brazeau                  | Alsike      | 110,20       | AB-39 – Drayton Valley, Leduc            |                                         |
| - Terminus de multiplex           |             |              |                                          |                                         |

## Route 20A
La Route 20A est la désignation d'une route alternative de 3,2 km (2,0 mi) de la route 20 dans la municipalité de Rimbey. Elle débute dans les limites de Rimbey à la jonction avec la route 20 et se dirige d'abord vers l'ouest. À la jonction avec la route 53, elle rejoint celle-ci vers le nord jusqu'à la jonction avec la route 20,.

### Intersections majeures
| Municipalité rurale / spécialisée | Ville  | km   | Destinations                                 | Notes                                   |
| --------------------------------- | ------ | ---- | -------------------------------------------- | --------------------------------------- |
| Comté de Ponoka                   | Rimbey | 0,00 | AB-20 – Bentley, Sylvan Lake                 |                                         |
| Comté de Ponoka                   | Rimbey | 1,60 | AB-53 ouest (50 Avenue) / 51 Street          | Terminus sud du multiplex avec l'AB-53  |
| Comté de Ponoka                   | Rimbey | 3,20 | AB-20 / AB-53 est – Winfield, Breton, Ponoka | Terminus nord du multiplex avec l'AB-53 |
| - Terminus de multiplex           |        |      |                                              |                                         |